# Księstwo Bremy
Księstwo Bremy było państwem wchodzącym w skład Świętego Cesarstwa Rzymskiego, z terytorium rozciągającym się na północ od miasta Bremy (ale wyłączając terytorium samego miasta) do wybrzeża nad Morzem Północnym.
Księstwo zostało utworzone jako posiadłość króla Szwecji w roku 1648 na podstawie pokoju westfalskiego z terytorium należącego uprzednio do arcybiskupstwa Bremy. Podczas wojny Francji z koalicją księstwo okupowane było przez armię biskupa Münster Bernarda von Galena. W wyniku wielkiej wojny północnej zostało przekazane pod władzę elektoratu Hanoweru na podstawie traktatu w Sztokholmie zawartego w 1719 roku i na podstawie którego księstwo przeszło pod władzę Prus w czasie wojen napoleońskich.